# Fischer József (kamarai igazgató)
Nagyszalatnyai báró Fischer József (1715. – Kassa, 1781. március 31.) királyi kamarai igazgató, császári és királyi bányatanácsos.

## Élete
Báró Fischer Mihály és Klobusiczky Erzsébet (bár Nagy Iván szerint Julianna) fia volt. A kassai jezsuita kollégiumban tanult, hol 1734-ben a szépművészetek és bölcselet baccalaureusa lett; Bacskó és Budamér örökös ura, aranysarkantyús lovag, császári és királyi bányatanácsos (1760–1770), a kassai kamarának negyven évig tanácsosa, utóbb a szomolnoki bányászhivatal igazgatója volt.

## Művei
- Proemial logicae. Cassoviae, 1734.

Szabó István, Laureata Virginitas c. munkája (Kassa, 1731.) előtt az új baccalaureusokhoz tartott beszéde van kinyomtatva; ekkor a humaniorák tanulója volt.